# Isabelle et le Secret de d'Artagnan
Pour plus de détails, voir Fiche technique et Distribution.
Isabelle et le Secret de d'Artagnan (Code M) est un film néerlandais réalisé par Dennis Bots, sorti en 2015.

## Histoire
Alors que son grand-père est blessé à la suite d'un accident de voiture, Isabelle, jeune fille obstinée, se retrouve en Hollande avec ses parents, dans la maison familiale. Le grand-père a négligé sa famille en consacrant sa vie à rechercher la célèbre épée de d'Artagnan, qui a disparu depuis des siècles. Quelques indices et une carte trouvée dans la voiture accidentée déclenchent une chasse au trésor. Le seul indice en la possession d'Isabelle est un mystérieux code qu’elle va devoir déchiffrer avec son cousin Rik et son meilleur ami Jules. Le mystère commence à s'éclaircir, mais les enfants découvrent bientôt qu'ils ne sont pas les seuls à suivre la trace de cette épée légendaire.

## Fiche technique
- Titre français : Isabelle et le secret de d'Artagnan
- Titre original : Code M
- Réalisation : Dennis Bots
- Scénario : Tijs van Marle et Karen van Holst Pellekaan
- Photographie : Dennis Wielaert
- Montage : Elsbeth Kasteel
- Costumes : Sanja Milkovic Hays
- Maquillage : Jacqueline Hoogendijk
- Musique : Laurens Goedhart et Fons Merkies
- Production : David-Jan Bijker

Producteurs associés :  Elbe Stevens, Harro van Staverden, Martin Dewitte et Mylène Verdurmen
Producteur exécutif : Michiel Bartels
- Casting : Janusz Gosschalk, Leonie Luttik et Roos Wijngaard
- Distributeur : Sola Media et Independent Films
- Pays de production :  Pays-Bas
- Langues originales : néerlandais
- Durée : 98 minutes
- Dates de sortie[1] : 
  - Pays-Bas : 24 juin 2015
  - France : 21 avril 2017 directement en DVD

## Distribution
- Nina Wyss : Isabelle
- Senna Borsato : Rik
- Joes Brauers : Jules
- Derek de Lint : Opa Ber
- Hannah van Lunteren : Louise
- Lotje van Lunteren : Jacqueline
- Peter Paul Muller :Remco
- Hubert Damen : Jonkheer Fons
- Leon Voorberg : Sjef
- Dimme Treurniet : Autosloper
- Raymond Thiry : Charles de Batz de Castelmore, dit D'Artagnan
- Beau Schneider : Pierre de Montesquiou
- Christopher Parren : Louis XIV Roi de France
- Robert de Hoog : Monmouth
- Remco Coppejans : Stas
- André Rieu : lui-même

## Autour du film
- Le film a été tourné dans la province de Limbourg aux Pays-Bas.
- La chanson Replay, chanson titre du film, a été chantée par Ralf Mackenbach et Rachel Traets.